# Renegade (албум HammerFall)
Renegade је трећи студијски албум шведског пауер метал бенда Hammerfall. Издат је 9. октобра 2000. за издавачку кућу Nuclear Blast.
Први је албум у којем је учествовао бубњар Андерс Јохансон. Бивши бубњар групе и оснивач хеви метал бенда In Flames Јеспер Стромблад је и даље написао неке од песама за албум, чак и након што се разишао са бендом 1997. године.
Албум је дебитовао на шведским топ листама као број један и на крају је добио златни сертификат.

## Музички спотови
- Бенд је направио музички спот за Always Will Be.[1]
- За песму Renegade је такође направљен музички спот.[2]

## Песме
| №               | Назив                  | Трајање |  |
| 1.              | Templars of Steel      | 5:24    |  |
| 2.              | Keep the Flame Burning | 4:39    |  |
| 3.              | Renegade               | 4:21    |  |
| 4.              | Living in Victory      | 4:42    |  |
| 5.              | Always Will Be         | 4:49    |  |
| 6.              | The Way of the Warrior | 4:06    |  |
| 7.              | Destined for Glory     | 5:09    |  |
| 8.              | The Champion           | 4:56    |  |
| 9.              | Raise the Hammer       | 3:22    |  |
| 10.             | A Legend Reborn        | 5:12    |  |
| Укупно трајање: | Укупно трајање:        | 46:40   |  |